# Georg M. Reuther
Pour les articles homonymes, voir Reuther.
Georg M. Reuther (né le 23 novembre 1923 à Vienne, mort le 17 avril 2002 à Munich) est un producteur autrichien de cinéma.

## Biographie
Reuther fonde la société de production Österreichische Wochenschau und Filmproduktions-KG en 1946 et travaille ensuite en tant que coproducteur pour la société Pabst-Kiba de Georg Wilhelm Pabst. Plus tard, Reuther est directeur de production pour la société allemande Rhombus.
À partir des années 1960, il est directeur de production ou producteur exécutif pour les derniers films de Géza von Radványi et des productions internationales avec une participation allemande directe ou indirecte comme Something for Everyone et Le Joueur de flûte.
Après Tendres Cousines de David Hamilton sorti en 1980, Reuther prend sa retraite du cinéma.

## Filmographie

### En tant que producteur
- 1951 : Asphalt
- 1955 : Rhapsodie suédoise (de)
- 1956 : La Fortune sourit aux vagabonds
- 1957 : Vacances au Tyrol
- 1958 : Le ciel n'est pas à vendre
- 1959 : Liebe verboten – Heiraten erlaubt (de)
- 1959 : Bezaubernde Arabella
- 1960 : Wir wollen niemals auseinandergehn (de)
- 1961 : C'est pas toujours du caviar
- 1961 : Top secret - C'est pas toujours du caviar
- 1964 : Les Cavaliers rouges
- 1966 : Le congrès s'amuse
- 1976 : Né pour l'enfer
- 1980 : La Mort en direct
- 1980 : Tendres Cousines

### En tant que directeur de production
- 1949 : Duel avec la mort
- 1951 : Der Fünfminutenvater
- 1954 : An jedem Finger zehn
- 1957 : Das Glück liegt auf der Straße
- 1958 : Mademoiselle Scampolo
- 1961 : La Grande Roue
- 1965 : La Case de l'oncle Tom
- 1968 : Le Trésor de la vallée de la mort
- 1970 : Something for Everyone (en)
- 1971 : Le Roman d'un voleur de chevaux
- 1972 : Le Joueur de flûte
- 1976 : Une femme à sa fenêtre